# Sang om købmanden Kalasjnikov
Sang om købmanden Kalasjnikov (russisk: Песнь про купца Калашникова, translit.: Pesn pro kuptsa Kalasjnikova) er en russisk stumfilm fra 1909 instrueret af Vasilij Gontjarov.

## Handling
Filmen er løst baseret på digtet af samme navn skrevet af Mikhail Lermontov og består af fire scener: fest ved Ivan den Grusommes hof, overgrebet begået af opritsjnik Kiribeevitj mod Kalasjnikovs hustru, skænderiet mellem Kalasjnikov og Kiribeevitj, og en nævekamp mellem parterne.

## Medvirkende
- Pjotr Tjardynin som Kalasjnikov
- Aleksandra Gontjarova
- Andrej Gromov som Kiribeevitj
- Ivan Potjomkin som Ivan den Grusomme
- Antonina Pozjarskaja